# Kaasův buk
Kaasův buk je památný strom – vysoký, rozložitý buk lesní (Fagus sylvatica) s bohatě zavětvenou korunou, který roste cca 1,1 km severovýchodně od Horního Rozmyšlu, části obce Dolní Nivy, na svahu pod kamenolomem Horní Rozmyšl na JV úbočí Kamenného vrchu v okrese Sokolov v Karlovarském kraji. Strom má měřený obvod 465 cm, výšku 32 m (měření 2010). Do doby vylomení přirostlého kmene to byl nejmohutnější buk Sokolovska i jeden z nejhezčích buků Karlovarského kraje. V současné době je strom ve zhoršeném zdravotním stavu a je ponechán na dožití. Název dostal podle pana Kaase z Horního Rozmyšlu jako výraz poděkování za jeho přínos v ochraně dřeviny a za dlouholetou činnost v ochraně přírody Sokolovska.
Za památný byl vyhlášen v roce 2010 jako autochtonní druh, významný vzrůstem. Je zároveň uveden na seznamu významných stromů Lesů České republiky.

## Stromy v okolí
- Jirákova lípa
- Dub ve Vintířově
- Topol v zatáčce
- Klen v Mezihorské
- Martinské lípy v Jindřichovicích
- Jindřichovický klen